# Polsat Warsaw Open
Polsat Warsaw Open — бывший ежегодный профессиональный женский теннисный турнир, проводившийся в столице Польши — Варшаве между 1995 и 2010 годами.
Соревнования игрались на грунте.

## Общая информация
Соревнование организовано в 1995 году как часть осенней грунтовой серии тура ассоциации.
В 1997 году турнир передвинут на июль.
С 1999 года турнир занимает место в весенней части сезона.
В 2002 году турнир обретает нового спонсора и возвращается в календарь тура после годичной паузы. Через год, после ликвидации турнира в Гамбурге, соревнование в польской столице получает весьма престижную 2-ю категорию.
В 2009 году, во время серии изменений в календаре ассоциации, по финансовым причинам закрывается ещё один немецкий турнир — в Берлине. Варшава делает ещё одну попытку вернуться в календарь ассоциации, обретая престижный статус турнира премьер-категории, но при этом оказываясь в календаре на не самом удачном месте — непосредственно перед Roland Garros.
По окончании сезона-2010, организаторы, сославшись на нехватку финансирования и непопулярность турнира, вновь временно прекратили его проведение.

## Финалы прошлых лет

### Одиночные турниры
| Год                        | Чемпион                 | Финалист            | Счёт финала            |
| -------------------------- | ----------------------- | ------------------- | ---------------------- |
| Открытый чемпионат Варшавы |                         |                     |                        |
| 2010                       | Александра Дулгеру (2)  | Чжэн Цзе            | 6-3 6-4                |
| 2009                       | Александра Дулгеру      | Алёна Бондаренко    | 7-6(3) 3-6 6-0         |
| J&S Cup                    |                         |                     |                        |
| 2007                       | Жюстин Энен (2)         | Алёна Бондаренко    | 6-1 6-3                |
| 2006                       | Ким Клейстерс           | Светлана Кузнецова  | 7-5 6-2                |
| 2005                       | Жюстин Энен-Арденн      | Светлана Кузнецова  | 3-6 6-2 7-5            |
| 2004                       | Винус Уильямс           | Светлана Кузнецова  | 6-1 6-4                |
| 2003                       | Амели Моресмо           | Винус Уильямс       | 6-7(6) 6-0 3-0 — отказ |
| 2002                       | Елена Бовина            | Генриета Надьова    | 6-3 6-1                |
| Кубок Варшавы              |                         |                     |                        |
| 2000                       | Генриета Надьова (2)    | Аманда Хопманс      | 2-6 6-4 7-5            |
| 1999                       | Кристина Торренс Валеро | Инес Горрочатеги    | 7-5 7-6(3)             |
| 1998                       | Кончита Мартинес        | Сильвия Фарина Элия | 6-0 6-3                |
| 1997                       | Барбара Паулюс (2)      | Генриета Надьова    | 6-4 6-4                |
| 1996                       | Генриета Надьова        | Барбара Паулюс      | 3-6 6-2 6-1            |
| 1995                       | Барбара Паулюс          | Александра Фусаи    | 7-6(4) 4-6 6-1         |

### Парные турниры
| Год  | Чемпионы                               | Финалисты                                  | Счёт финала    |
| ---- | -------------------------------------- | ------------------------------------------ | -------------- |
| 2010 | Вирхиния Руано Паскуаль Меганн Шонесси | Кара Блэк Янь Цзы                          | 6-3 6-4        |
| 2009 | Ракель Копс-Джонс Бетани Маттек-Сандс  | Янь Цзы Чжэн Цзе                           | 6-1 6-1        |
| 2007 | Вера Душевина Татьяна Перебийнис (2)   | Елена Лиховцева Елена Веснина              | 7-5 3-6 [10-2] |
| 2006 | Елена Лиховцева Анастасия Мыскина      | Анабель Медина Гарригес Катарина Среботник | 6-3 6-4        |
| 2005 | Татьяна Перебийнис Барбора Стрыцова    | Клаудиа Янс Алиция Росольская              | 6-1 6-4        |
| 2004 | Сильвия Фарина Элия Франческа Скьявоне | Хисела Дулко Патрисия Тарабини             | 3-6 6-2 6-1    |
| 2003 | Лизель Хубер Магдалена Малеева         | Элени Данилиду Франческа Скьявоне          | 3-6 6-4 6-2    |
| 2002 | Елена Костанич Генриета Надьова        | Евгения Куликовская Сильвия Талая          | 6-1 6-1        |
| 2000 | Татьяна Гарбин Жанетта Гусарова        | Ирода Туляганова Анна Запорожанова         | 6-3 6-1        |
| 1999 | Каталина Кристя Ирина Селютина         | Амели Кошето Жанетта Гусарова              | 6-1 6-2        |
| 1998 | Ольга Лугина (2) Карина Габшудова      | Лизель Хорн Карин Кшвендт                  | 7-6(2) 7-5     |
| 1997 | Руксандра Драгомир Инес Горрочатеги    | Майки Бабель Кэтрин Барклай                | 6-4 6-0        |
| 1996 | Ольга Лугина Елена Помпулова           | Александра Фусаи Лаура Гарроне             | 1-6 6-4 7-5    |
| 1995 | Сандра Чеккини Лаура Гарроне           | Генриета Надьова Дениза Шабова             | 5-7 6-2 6-3    |